# Панайоту, Фидиас
Фидиас Панайоту (греч. Φειδίας Παναγιώτου; род. 10 апреля 2000), известный как Фидиас — кипрский политик и ютубер, избранный независимым депутатом Европейского парламента на выборах 2024 года.

## Биография
Фидиас родился в деревне Менико (район Никосии, Кипр). Во время обязательной военной службы служил в подразделении подводных подрывников. Обручён со Стилианой.

## Карьера

### YouTube
Фидиас начал публиковать видео на YouTube в 2019 году.
8 октября 2022 года начал кампанию по объятиям с Илоном Маском после того, как обнял 99 других знаменитостей для видео. Ожидая у штаб-квартиры Twitter почти ежедневно, он призывал подписчиков «спамить» мать Маска, Мэй Маск, с просьбой об объятиях, что она назвала «злонамеренным». 21 января 2023 года Маск встретился и обнял Фидиаса в здании штаб-квартиры.
В январе 2023 года объявил на кипрском телевидении о намерении взять интервью у всех кандидатов на президентских выборах 2023 года. Провёл интервью с 12 из 14 кандидатов; Никос Христодулидис и Андреас Маврояннис отказались.
На своём канале «Fidias Podcast» брал интервью у различных влиятельных персон, включая Найджела Фараджа, Nas Daily и Эндрю Тейта.
На 22 января 2025 года имеет более 2,7 млн подписчиков на YouTube.

#### Видео с безбилетным проездом
В сентябре 2023 года опубликовал видео о безбилетном проезде в метро Бангалора (Индия). Руководство метрополитена заявило о намерении подать на него в суд.
20 октября 2023 года выпустил видео о путешествии по Японии без оплаты с тремя другими ютуберами. Они бесплатно пользовались общественным транспортом, выпрашивали деньги и завтракали в отелях, не являясь их гостями. После критики Фидиас удалил извинения, а YouTube удалил это и четыре других видео за нарушение правил.

## Политическая карьера

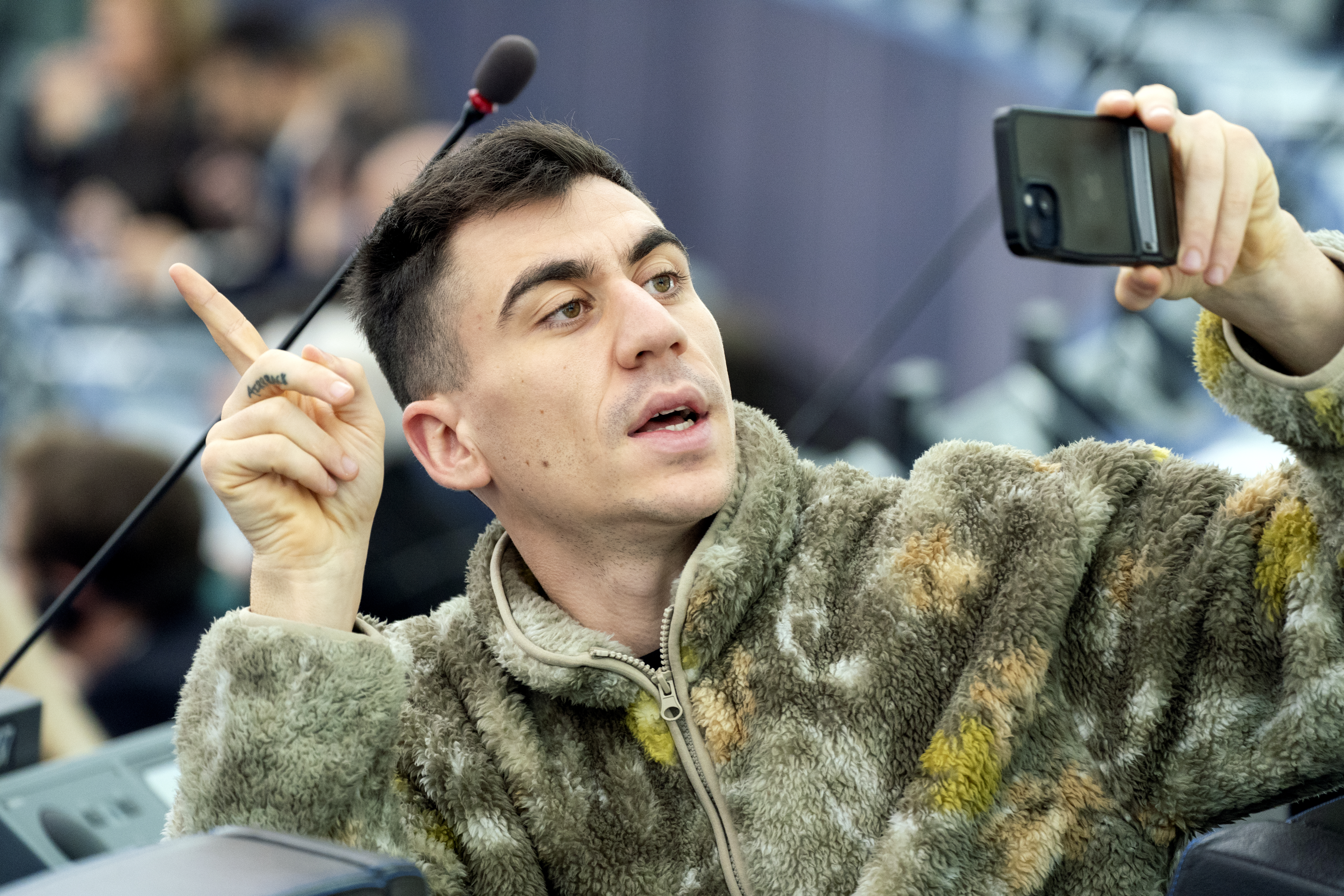
Панайоту в Европейском парламенте в Страсбурге, декабрь 2024

#### Европейский парламент (2024—н.в.)
В апреле 2024 года объявил о выдвижении в Европарламент на антипартийной платформе с целью вовлечения молодёжи в политику. Как ютубер без опыта он считался «новинкой», привлёк внимание СМИ и молодых избирателей. Среди приоритетов назвал реформу образования с отменой экзаменов и развитием самообразования. Также отметил важность искусственного интеллекта и биткойна. Занял третье место с 19,4 % голосов, получив мандат.
Позволял подписчикам голосовать в соцсетях за свою фракцию и решения как депутата. 9 июня провёл голосование в TikTok о вступлении в Зелёных или сохранении независимости. Утверждает, что 10 % населения Кипра проголосовали, и 76 % выбрали независимость. Называет это «прямой демократией». В июле 2024 года проголосовал против сохранения Урсулы фон дер Ляйен на посту председателя Еврокомиссии по итогам опроса в Твиттере. В декабре объявил о создании «приложения для прямой демократии», позволяющего гражданам влиять на решения ЕП.
Вызвал критику на Кипре и в Греции после встречи с турко-кипрским блогером Ибрагимом Бейджанлы («Urban Cypriot») 14 августа 2024 года — в 50-ю годовщину второй турецкой оккупации и день убийства Соломоса Солому. Фидиас заявил, что его учили «лишь половине истории» о кипрской проблеме. Среди турко-киприотов реакция была неоднозначной.
13 декабря 2024 года организовал дискуссию с Андреасом Маврояннисом и Оздил Нами — бывшими переговорщиками с греко- и турко-кипрской сторон — о прошлом и будущем переговоров. Мероприятие транслировалось в прямом эфире.
24 января 2025 года провёл открытую дискуссию со Стефаносом Касселакисом, экс-лидером оппозиции Греции.
Получил публичную поддержку от Илона Маска, назвавшего его в ноябре 2024 года кандидатом в «президенты ЕС», а в феврале 2025 — «умным, энергичным и искренне заботящимся». Politico назвал Фидиаса «человеком Маска в ЕП» из-за их сходства во взглядах на свободу слова и российское вторжение в Украину. Фидиас отверг обвинения в том, что он «марионетка Маска», заявив об отсутствии личного общения. Также пригласил журналистов Politico на свой подкаст.
8 мая 2025 года был одним из трёх депутатов, проголосовавших против резолюции о возврате детей, угнанных Россией с оккупированных территорий Украины. На следующий день отправился в Москву с членами Альянса Сары Вагенкнехт (Германия) и Курса — социальной демократии (Словакия).